# 포이스 왕국
포이스 왕국(웨일스어: Teyrnas Powys)은 서로마 제국이 브리타니아를 포기하는 과정에서 생겨난 브리튼인의 소왕국 중 하나이다. 오늘날의 웨일스 포이스의 위쭉 3분의 2에 해당하는 지역을 점유했으며 1160년까지 존속하였다.